# Grupo 47

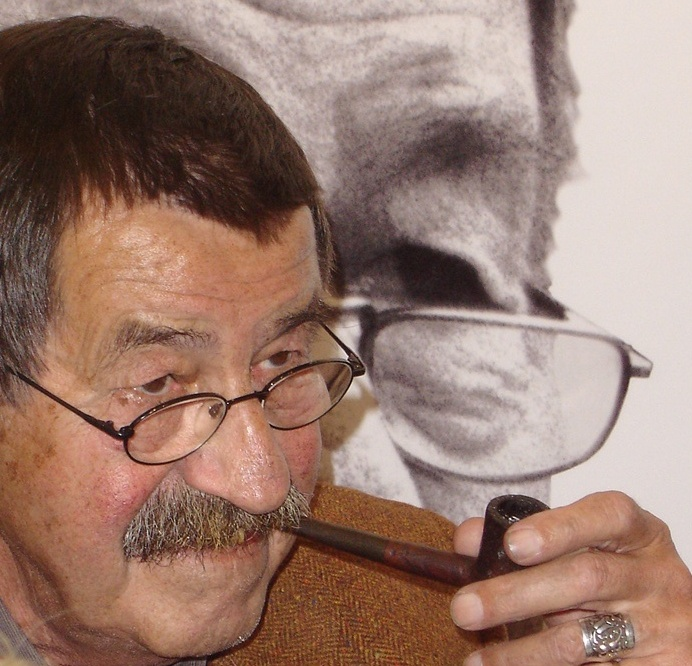
Günter Grass, 2004.

O Grupo 47 (em alemão Gruppe 47) era um grupo informal de autores e críticos alemães que tinha como objetivo revitalizar a literatura alemã de pós-guerra.

## Membros destacados
- Ilse Aichinger
- Alfred Andersch
- Ingeborg Bachmann
- Heinrich Böll
- Paul Celan
- Günter Eich
- Hans Magnus Enzensberger
- Erich Fried
- Günter Grass
- Wolfgang Hildesheimer
- Uwe Johnson
- Erich Kästner
- Alexander Kluge
- Siegfried Lenz
- Reinhard Lettau
- Marcel Reich-Ranicki
- Hans Werner Richter (fundador e líder)